# Principios de psicología fisiológica
Principios de psicología fisiológica, también traducido como Fundamentos de psicología fisiológica o Elementos de psicología fisiológica (título original en alemán Grundzüge der physiologischen Psychologie) es el título de un libro de psicología publicado el año 1874 en Leipzig por Wilhelm Wundt, fundador de la Psicología Científica. En este libro, Wundt sostuvo su propuesta de estudiar la mente humana en forma objetiva y científica, es decir, recurriendo al método científico.
Tras la primera edición la obra fue reeditada, revisada y reelaborada en cinco ocasiones: la 2ª edición apareció en 1880, la 3ª en 1887, la 4ª en 1893, la quinta en 1902 y la sexta en 1908-11. La edición de 1880 fue traducida al francés (Éléments de psychologie physiologique) en 1886 por Élie Rouvier. La edición de 1902 fue traducida al inglés como Principles of Physiological Psychology en 1904 por Edward B. Titchener.